# Carpentum

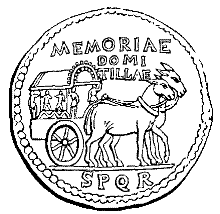
Carpentum na monecie Wespazjana wybitej dla Domitylli

Carpentum – rodzaj krytego wozu używanego w  starożytnym Rzymie do różnych celów.
Pierwotnie był to zakrywany pojazd dwukołowy zaprzężony w parę mułów (mulare carpentum), służący w terenie wiejskim do transportu i podróży. Później używany także w środowisku miejskim, gdzie korzystali z niego urzędnicy, m.in. kapłani (rex sacrorum, pontifeksi i flamini) udający się na Kapitol, oraz uprzywilejowane kobiety: matrony i westalki, a od czasów Augusta – także cesarzowe, zwłaszcza podczas uroczystości publicznych. 
Osobnym jego przeznaczeniem – jako carpentum funebre, było podczas uroczystości pogrzebowych przewożenie prochów oraz wymaganych przez tradycję wizerunków zmarłych. Takie carpentum było okazalsze, wyposażone w okolicznościowy wystrój i odpowiednio zdobione. Wygląd jego znany jest z rewersów monet okolicznościowych – sestercjuszy emitowanych m.in. dla Julii córki Augusta (z napisem SPQR Iuliae Augustae), żony Germanika – Agrypiny Starszej (SPQR Memoriae Agrippinae) czy Julii córki Tytusa.   
Nierzadko potem nazywano tak pojazd czterokołowy z zaprzęgiem konnym, podobny do zwanego thensa, który zawsze był jednak zwykłym transportowym wozem otwartym.